# Antonius de Ciudad Rodrigo
Antonius de Ciudad Rodrigo (fallecido el 13 de septiembre de 1553) fue un prelado católico que sirvió como el segundo obispo de Guadalajara (1552-1553).

## Biografía
Antonius de Ciudad Rodrigo fue ordenado sacerdote en la Orden de los Frailes Menores. 
En 1552, fue nombrado por el rey de España y confirmado por el papa Julio III como el segundo obispo de Guadalajara
Se desempeñó como obispo de Guadalajara hasta su muerte el 13 de septiembre de 1553